# Lijst van rivieren in Laos

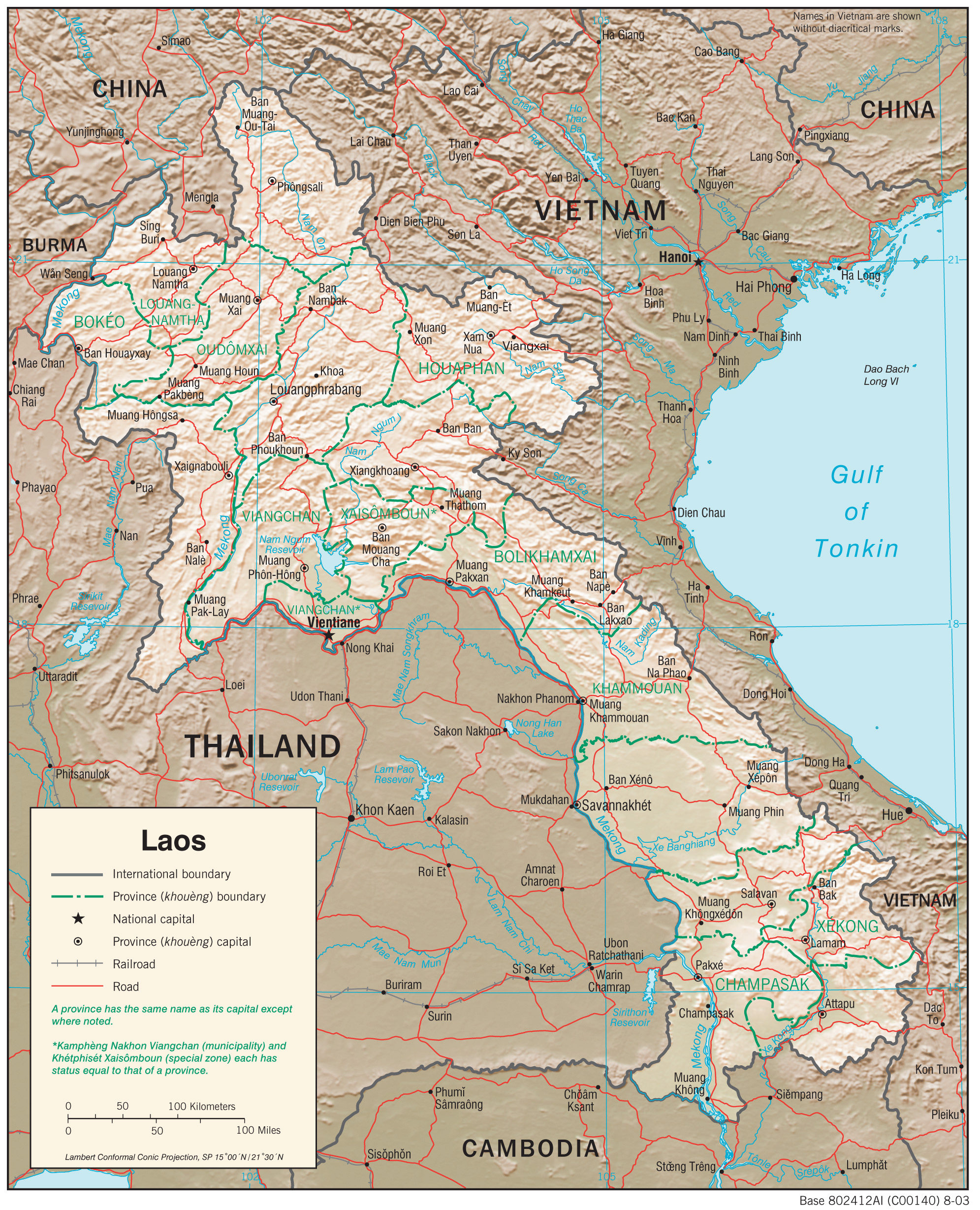
Kaart van Laos.

Dit is een lijst van rivieren in Laos. De rivieren in deze lijst zijn gegroepeerd naar drainagebekken en de opeenvolgende zijrivieren zijn ingesprongen weergegeven onder de naam van de betreffende hoofdrivier.

## Zuid-Chinese Zee
- Mekong
  - Xekong
    - Vang Ngao
    - Nam Khong
    - Xe Namnoy (Xe Namnoi)
      - Houay Ho

    - Houay Tekok
    - Xe Kaman
      - Nam Pagnou
      - Xe Xou

    - Huai Het

  - Tonle Repou
  - Dôn
  - Banghiang
    - Sepon (Xepon)
    - Xe Lanong
    - Xe Champhone

  - Xe Bang Fai
    - Xe Noy

  - Nam Hinboun
    - Nam Pakan

  - Nam Theun (Kading)
  - Nam Xan
  - Nam Ngiep
  - Nam Ngum
    - Nam Lik
      - Nam Song

  - Hueang (Huang)
  - Nam Xeuang |Nam Sɯaŋ| (Xeuang)
    - Nam Xèng (zijrivier van de Xeuang)

  - Nam Khan
  - Nam Ou
    - Nam Phak

  - Nam Bèng
  - Nam Tha
    - Nam Di

## Golf van Tonkin
- Ma
  - Nam Sam (Xam)
  - Èt
- Cả
  - Nam Neun